# Ernst Philipp Rosenkranz
Ernst Philipp Rosenkranz (* 10. Juli 1773; † 23. Januar 1828) war ein deutscher Klavierbauer.
Er absolvierte eine Lehre als Klavierbauer bei Heinrich Rudolf Mack in Dresden. 1797 eröffnete er dort eine eigene Werkstatt. 1826 ließ er sich von Gottlob Friedrich Thormeyer in der Neustadt ein Stadtpalais errichten.
Nach seinem Tod im Jahr 1828 folgte ihm sein Sohn Friedrich Wilhelm Rosenkranz als Geschäftsführer. Exporte u. a. nach Nordamerika sorgten für einen weltweiten Ruf der Firma.
Erhaltene Instrumente von Rosenkranz befinden sich heute u. a. in der Musikinstrumentensammlung des Germanischen Nationalmuseums in Nürnberg sowie im Salon Christophori in Berlin.